# Heil Hitler (Lied)
Heil Hitler ist ein Lied des US-amerikanischen Rappers Kanye West, das wegen seines Antisemitismus und seiner Verherrlichung von Adolf Hitler verurteilt und negativ aufgenommen wurde. Es wurde am 8. Mai 2025 veröffentlicht und ist die dritte Single aus seinem zwölften Studioalbum Cuck. 

## Entstehung und Hintergrund
Vor seiner Veröffentlichung wurde Heil Hitler auf der Trackliste aufgeführt, die von DJ Akademiks am 3. April 2025 veröffentlicht wurde. Das Lied wurde erstmals am 6. April 2025 in einem Livestream von Digital Nas vorgestellt, in dem Kanye und er gemeinsam Fortschritte bei der Entwicklung von dem Album Cuck zeigten. Frühere Versionen des Songs enthielten eine Zeile, die sich gegen den Rapper Drake richtet: „Niggas be acting like faggots so much, I think they might be Drake.“
Nach der Erstveröffentlichung am 8. Mai 2025 wurde der Song wegen seines Inhalts von allen großen digitalen Streaming-Plattformen, Radiosendern sowie vom Billboard Hot 100 ausgeschlossen. Die Jerusalem Post wies darauf hin, dass der Veröffentlichungstag, der 8. Mai, der VE-Day war – der Tag, an dem das Ende des Zweiten Weltkriegs in Europa gefeiert wird.
In Deutschland ist das Lied aufgrund seiner Inhalte nicht verfügbar. Dies liegt unter anderem an § 86a und § 130 des Strafgesetzbuches, die die Verbreitung von Nazi-Symbolik und volksverhetzenden Inhalten verbieten. In den Vereinigten Staaten hingegen fällt das Lied unter den Schutz der Meinungsfreiheit gemäß dem First Amendment der US-Verfassung, der auch extrem provokative oder umstrittene Ausdrucksformen schützt, sofern sie nicht zu Gewalt aufrufen.

## Komposition und Fassungen
Der Song enthält ein synthielastiges, orchestrales Instrumental, inklusive Marschmusik artiger Drums in der Bridge. Im Refrain skandieren West und seine Gruppe The Hooligans: „All my niggas Nazis, nigga, heil Hitler.“ In der ersten Strophe beschreibt West seine aktuelle Lebenssituation – darunter den Sorgerechtsstreit und eingefrorene Vermögenswerte – und nutzt diese als Begründung dafür, warum er „zum Nazi wurde“. Der Song endet mit einem Sample aus einer Rede Adolf Hitlers von 1935.
Nach der massiven Kritik und Entfernung des Songs veröffentlichte Kanye eine überarbeitete Instrumentalversion namens The Heil Symphony, die ohne Gesang und Schlagzeug auskommt und sich auf orchestrale Elemente konzentriert. Auch diese Version wurde später entfernt und unter dem neuen Titel Hit Symphony mit schwarzem Cover erneut hochgeladen.
West veröffentlichte zudem zuletzt eine Fassung des ursprünglichen Songs mit dem Titel Hallelujah, in der die Passagen, die sich auf Hitler bezogen haben, durch christliche Inhalte ersetzt wurden. Die Rede von Adolf Hitler wurde entfernt, das Wort „Nazi“ gestrichen – große Teile der ersten Strophe blieben jedoch erhalten.
Im Musikvideo treten dunkelhäutige Models auf, einige von ihnen in Tierfellen gekleidet, die den Songtext skandieren.

## Rezeption
Der Song stieß auf breite Empörung wegen antisemitischer Inhalte und der Lobpreisung Adolf Hitlers.
Kritiker wie The Spectator Journalist Jonathan Sacerdoti nannten ihn eine „Litanei aus Nazi-Parolen, rassistischen Beleidigungen und sexuellen Prahlereien“ – Symbol eines kulturellen Verfalls, bei dem Provokation Prinzipien verdränge. Trotz oder wegen der Kontroversen ging der Song viral: Millionen Aufrufe auf X und YouTube zeugen von seiner Verbreitung. Beobachter wie Joe Rogan und Russell Brand verteidigten den Song und warnten vor einem Spannungsfeld zwischen Zensur und Meinungs- bzw. Kunstfreiheit. Der rechtsextreme Kommentator Nick Fuentes bezeichnete den Song als eingängig und stadiontauglich. 

## Versionen
- 8. Mai: Heil Hitler – 2:31
- 8. Mai: Heil Hitler (Top-5-Version) – 1:49

- 9. Mai: Heil Hitler – 1:49
- 9. Mai: Nigga Heil Hitler – 2:35
- 14. Mai: The Heil Symphony – 1:16
- 21. Mai: Hit Symphony – 1:16
- 31. Mai: Hallelujah – 2:18